# Zlatý míč 1988
Zlatý míč, cenu pro nejlepšího fotbalistu Evropy dle mezinárodního panelu sportovních novinářů, v roce 1988 získal nizozemský fotbalista Marco van Basten z AC Milán. Na druhém a třetím místě skončili další Nizozemci z AC Milán. Šlo o 33. ročník ankety, organizoval ho časopis France Football a výsledky určili sportovní publicisté z 27 zemí Evropy.

## Pořadí

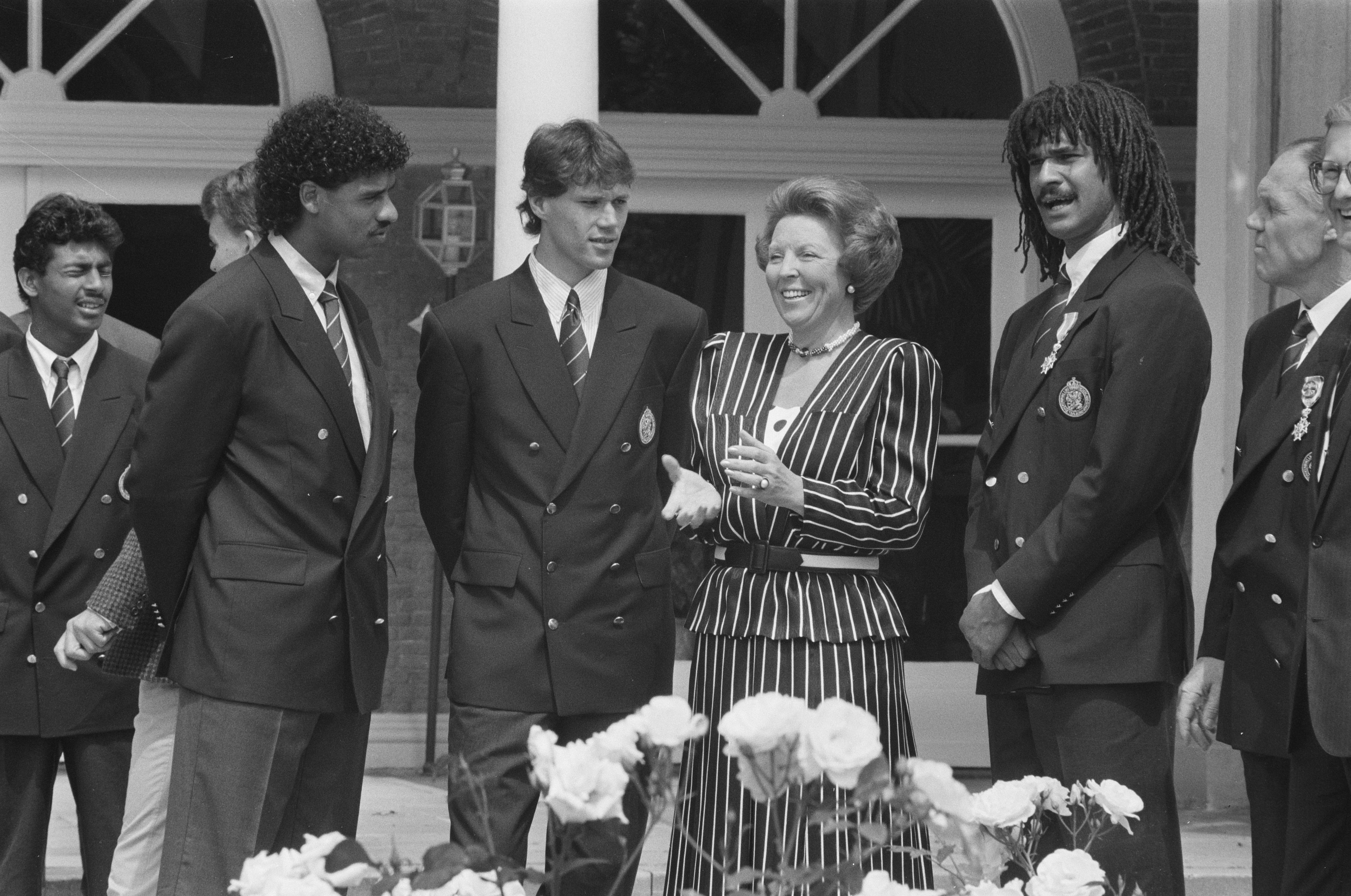
Rijkaard, van Basten a Gullit (zleva) s nizozemskou královnou po triumfu na ME 1988

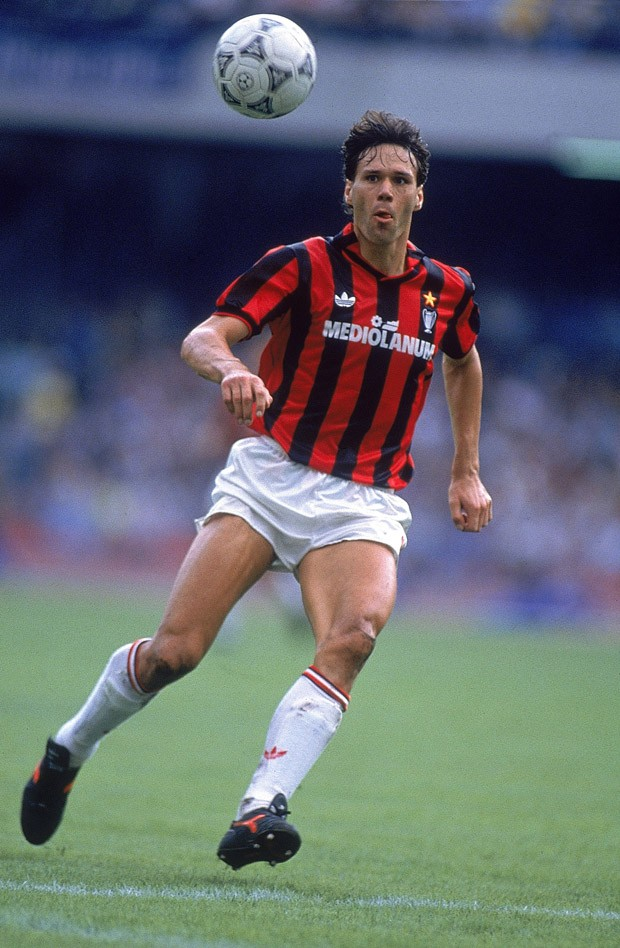
Van Basten v AC Milán

| Pořadí | Jméno                 | Klub                           | Země            | Body |
| ------ | --------------------- | ------------------------------ | --------------- | ---- |
| 1      | Marco van Basten      | AC Milán                       | Nizozemsko      | 129  |
| 2      | Ruud Gullit           | AC Milán                       | Nizozemsko      | 88   |
| 3      | Frank Rijkaard        | Real Zaragoza AC Milán         | Nizozemsko      | 45   |
| 4      | Oleksij Mychajlyčenko | Dynamo Kyjev                   | Sovětský svaz   | 41   |
| 5      | Ronald Koeman         | PSV Eindhoven                  | Nizozemsko      | 39   |
| 6      | Lothar Matthäus       | Bayern Mnichov Inter Milán     | Západní Německo | 10   |
| 7      | Gianluca Vialli       | UC Sampdoria                   | Itálie          | 7    |
| 8      | Franco Baresi         | AC Milán                       | Itálie          | 5    |
| 8      | Jürgen Klinsmann      | VfB Stuttgart                  | Západní Německo | 5    |
| 8      | Oleksandr Zavarov     | Dynamo Kyjev Juventus          | Sovětský svaz   | 5    |
| 11     | Tanju Çolak           | Galatasaray                    | Turecko         | 4    |
| 11     | Oleh Kuzněcov         | Dynamo Kyjev                   | Sovětský svaz   | 4    |
| 13     | Rinat Dasajev         | Spartak Moskva FC Sevilla      | Sovětský svaz   | 3    |
| 13     | Anatolij Demjanenko   | Dynamo Kyjev                   | Sovětský svaz   | 3    |
| 13     | Glenn Hysén           | Fiorentina                     | Švédsko         | 3    |
| 13     | Míchel                | Real Madrid                    | Španělsko       | 3    |
| 17     | Flemming Povlsen      | 1. FC Köln                     | Dánsko          | 2    |
| 17     | Michel Preud'homme    | Mechelen                       | Belgie          | 2    |
| 17     | Walter Zenga          | Inter Milán                    | Itálie          | 2    |
| 20     | Gheorghe Hagi         | Steaua Bukurešť                | Rumunsko        | 1    |
| 20     | Roberto Mancini       | UC Sampdoria                   | Itálie          | 1    |
| 20     | Dejan Savićević       | Budućnost Titograd CZ Bělehrad | Jugoslávie      | 1    |
| 20     | Neville Southall      | Everton                        | Wales           | 1    |
| 20     | Dragan Stojković      | CZ Bělehrad                    | Jugoslávie      | 1    |